# Gymnonerius ceylanicus
Gymnonerius ceylanicus är en tvåvingeart som beskrevs av Willi Hennig 1937. Gymnonerius ceylanicus ingår i släktet Gymnonerius och familjen Neriidae.
Artens utbredningsområde är Sri Lanka. Inga underarter finns listade i Catalogue of Life.